# グングニル -魔槍の軍神と英雄戦争-
『グングニル -魔槍の軍神と英雄戦争-』（グングニル まそうのぐんしんとえいゆうせんそう）は、スティングが企画・開発し、アトラスより発売されたPlayStation Portable用のゲームソフトである。発売日は、2011年5月19日。

## 概要
『グングニル -魔槍の軍神と英雄戦争-』（グングニル まそうのぐんしんとえいゆうせんそう）は、発売日は、2011年5月19日にアトラスより発売されたPlayStation Portable用のゲームソフトであるである。シミュレーションRPGのサブジャンルであるタクティカルロールプレイングゲーム（タクティカルRPG)のひとつとして位置付けられる。
本ゲームは、スティングによって企画・開発がおこなわれたのち、アトラスより発売されたが、現在、アトラス社のホームページからは本ゲームに関する情報を見ることはできない。。

## ゲームシステム
本作は、シミュ―レーションRPG・タクティカルRPGとして、従来のシステムにはない新たなシステムを導入していた。
たとえば、戦闘時のターン制ストラテジーを廃止し、行動の順序が「ディレイ」の数値によって決まるというシステムや、移動などをすることで「タクティクスゲージ」が貯まり（「タクティクスゲージシステム）このゲージの数値が一定量以上になると、他のキャラクターとともに連続して敵にダメージを与えることが可能になるシステム（「ビート」）などが導入されていた。

## 登場人物

### エスペランサ
ジュリオ・ラグウェル
主人公。貧民区画エスパーダで生まれ、幼い頃からエスペランサに所属し、数え切れないほどの作戦を経て小隊のリーダーになった。
真っ直ぐで明るい性格、仲間や身内を第一に考える。高潔な男として英雄視される父を誇りに思い目指している。
アリッサ
ヒロイン。人買いに異国へ売られそうなところをエスペランサに強奪される。一切の素性は謎に包まれ、本人も多く語ろうとしない。
気弱な性格だが頑固に信念を貫く一面を持つ。ある日を境に決心し、巨大なランスを振るって戦う。
ラグナス・ラグウェル
エスペランサの団長でジュリオの義兄。ダルタニア人だが、幼い頃に貧民区画エスパーダに流れ着いてきた過去を持つ。
現実的で冷静な判断を下しリーダー向きな性格だが、激情家な面も持つ。細身ながら重量なアクスを用いて戦う。
エリーゼ
魔槍グングニルと共に主人公達の前に姿を表した謎の女性。本人曰く「神界の使者」であり「グングニルを綴りし者(グリム)」らしいのだが……
パウロ
ガルガンディア帝国の宮廷魔道士だったが、ある事件を機に国を追われエスパーダへとやって来た。その後、主人公達の父リカルドと共にエスペランサを設立する。
現在は長老的存在としてエスペランサに身を置き、ジュリオ、ラグナス、フィオナにとっての親代わりでもある。
フィオナ・ラグウェル
ジュリオの実姉。エスパーダに生まれ、エスパーダで育った。15年前の悲劇で父を、ほどなくして母を失ったため、肉親への思いは人一倍強く、ジュリオ至上主義的な一面も。
ノア

クロード

テレザ

リカルド・ラグウェル

### ガルガンディア帝国
ヴォルフガング

ザイアード・ベルリオズ

ロベルトゥス・レイモンド

ナタリア・レイモンド
14歳にして騎士勲章を手に入れた天才剣士。ストイックに剣と学問の道を究めることを第一とする。生真面目な女性。独裁を目論む皇帝派議長に長発し、反乱を画策している。
ヴァレリィ・ブリギッド

イザヴェリ

レジーナ

ピエール

ウォーレス

コンラッド

ネルソン

アルベルト

バッカス

ヒエラメイア

オリエンヌ

アマレット

### ロドリゲフ山賊団
ロドリゲフ

グリゼルダ

パメラ

### ミレニア大教国
ゲルニック=ロイ=カディス

ジェルキン

### その他
ハロルド

## スタッフ
- 企画・原案 伊藤真一

- キャラクターデザイン きゆづきさとこ

- シナリオ 浅井大樹

- サウンド 林茂樹

- 開発 スティング